# Matthew Riccitello
Matthew Riccitello (* 5. März 2002 in Tucson) ist ein US-amerikanischer Radrennfahrer.

## Sportlicher Werdegang
Mit dem Radsport begann Riccitello im Alter von 14 Jahren. Als Junior war er Mitglied der US-amerikanischen Nationalmannschaft und machte mehrfach durch vordere Platzierungen auf sich aufmerksam, unter anderem den Gewinn der Nachwuchswertung und Platz 2 der Gesamtwertung bei der Tour de l’Abitibi 2019 im Rahmen des UCI Men Juniors Nations’ Cup. Nach dem Wechsel in die U23 wurde er zur Saison 2021 Mitglied bei Hagens Berman Axeon. Im ersten Jahr noch ohne zählbaren Erfolg, gewann er im zweiten Jahr die Gesamtwertung der Istrian Spring Trophy.
Nachdem Riccitello 2022 bereits als Stagaire eingesetzt worden war, erhielt er ab der Saison 2023 einen festen Vertrag beim Team Israel-Premier Tech. Beim ersten Einsatz für sein Team gewann er die Nachwuchswertung der Vuelta a San Juan Internacional. Den einzigen Sieg der Saison erzielte er mit der Nationalmannschaft mit dem Gewinn des Einzelzeitfahrens bei der Tour de l’Avenir, die er als Vierter der Gesamtwertung beendete. 2024 blieb er ohne Sieg, erzielte aber als Fünfter der Tour de Suisse ein Spitzenergebnis auf WorldTour-Niveau.
Im Jahr 2025 gewann Matthew Riccitello die Gesamtwertung der Sibiu Cycling Tour, wobei er sich auch auf der Bergankunft beim Bâlea-See durchsetzte.

## Erfolge
2019
- Nachwuchswertung Tour de l’Abitibi

2022
- Gesamtwertung Istrian Spring Trophy

2023
- Nachwuchswertung Vuelta a San Juan Internacional
- eine Etappe Tour de l’Avenir

2024
- Gesamtwertung, Bergwertung und eine Etappe Sibiu Cycling Tour

## Grand Tour-Platzierungen
| Grand Tour            | 2023 | 2024 | 2025 |
| --------------------- | ---- | ---- | ---- |
| Giro d’ItaliaGiro     | 56   | –    | –    |
| Tour de FranceTour    | –    | –    | –    |
| Vuelta a EspañaVuelta | –    | 30   |      |